# Каррера, Херонимо
Херонимо Каррера (исп. Jerónimo Carrera; 14 августа 1922, Кумана — 29 апреля 2013, Каракас) — венесуэльский политический деятель, коммунист, бывший директор газеты «Tribuna Popular» («Народная трибуна», орган ЦК КПВ), Председатель Коммунистической партии Венесуэлы с 2006.